# Solanum simplicissimum
Solanum simplicissimum är en potatisväxtart som beskrevs av Carlos M. Ochoa. Solanum simplicissimum ingår i släktet skattor som ingår i familjen potatisväxter. Inga underarter finns listade i Catalogue of Life.